# Barbâtre
Barbâtre ist eine französische Gemeinde mit 1.790 Einwohnern (Stand 1. Januar 2022) im Département Vendée der Region Pays de la Loire. Barbâtre gehört zum Arrondissement Les Sables-d’Olonne und zum Kanton Saint-Jean-de-Monts. Die Einwohner werden Barbâtrins genannt.

## Geografie
Barbâtre liegt als südliche Gemeinde auf der Île de Noirmoutier. Im Norden von Barâbtre liegt die Nachbargemeinde La Guérinière und auf dem Festland gegenüber im Süden die Gemeinde Fromentine. Über die Passage du Gois ist Barbâtre mit der Gemeinde Beauvoir-sur-Mer auf dem Festland im Osten verbunden.

## Geschichte
Bis 1858 war Barbâtre Teil der Gemeinde von Noirmoutier-en-l’Île.
| Bevölkerungsentwicklung   | Bevölkerungsentwicklung | Bevölkerungsentwicklung | Bevölkerungsentwicklung | Bevölkerungsentwicklung | Bevölkerungsentwicklung | Bevölkerungsentwicklung | Bevölkerungsentwicklung | Bevölkerungsentwicklung |
| ------------------------- | ----------------------- | ----------------------- | ----------------------- | ----------------------- | ----------------------- | ----------------------- | ----------------------- | ----------------------- |
| Jahr                      | 1962                    | 1968                    | 1975                    | 1982                    | 1990                    | 1999                    | 2006                    | 2012                    |
| Einwohner                 | 1110                    | 1124                    | 1127                    | 1091                    | 1269                    | 1420                    | 1710                    | 1777                    |
| Quelle: Cassini und INSEE |                         |                         |                         |                         |                         |                         |                         |                         |

## Sehenswürdigkeiten

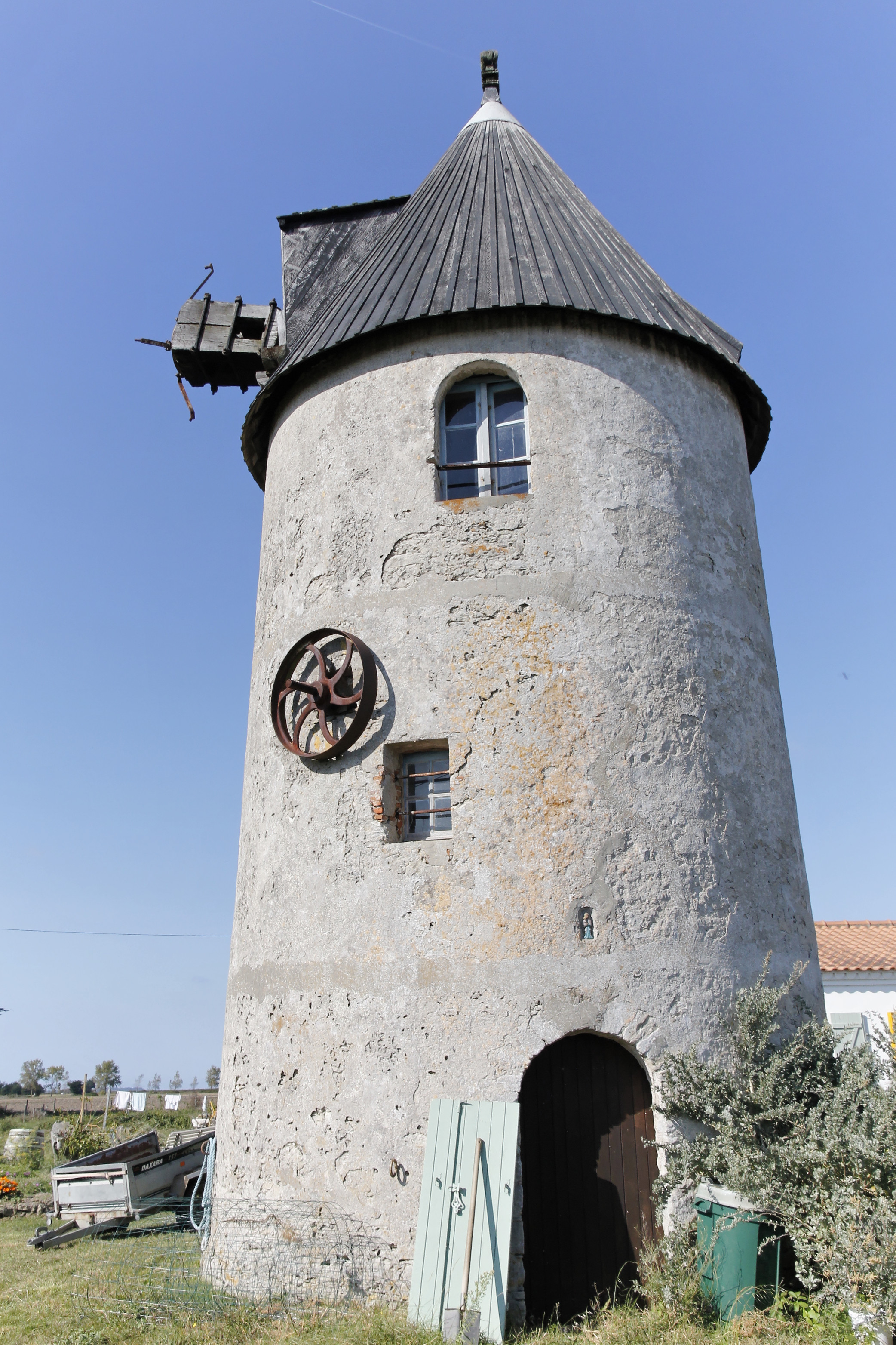
Moulin de la Plaine

Siehe auch: Liste der Monuments historiques in Barbâtre
- Historische Mühlen